# Friedrich Weinbrenner
Friedrich Weinbrenner (Karlsruhe, 24 de novembro de 1766 — Karlsruhe, 1 de março de 1826) foi um arquiteto e professor da Alemanha.
Começou sua carreira como carpinteiro, aprendiz de seu pai. Logo passou a atuar como construtor em Zurique e Lausanne, em torno de 1788. Chegou em Viena em 1790 e começou a estudar arquitetura, em grande parte de forma autodidata. Em 1791 ingressou na Academia de Arquitetura e entre 1791 e 1792 visitou Berlim, onde conheceu a arquitetura palladiana e a obra de Carl Gotthard Langhans, David Gilly e Hans Christian Genelli. Entre 1792 e 1795 esteve na Itália, ingressando no círculo de Carl Ludwig Fernow. Na Itália visitou as ruínas de Roma, Pompeia e Herculano, e conheceu a arquitetura grega de Pesto.
Retornou à Alemanha, passando por Estrasburgo e Hanôver, fixando-se em Karlsruhe. Em 1800 construiu um palácio palladiano para os filhos do marquês Carlos Frederico. O sucesso do projeto lhe valeu a indicação como Inspetor de Construções, e então desenvolveu um novo plano urbanístico para a cidade, que transformou profundamente seu perfil. Goethe visitou-a em 1815, e a admirou. Em 1817 Weinbrenner iniciou a construção de sua obra-prima, uma villa para a marquesa Cristiana Luísa, uma variação da Villa Rotonda de Palladio, que não chegou a ver concluída. Foi professor de uma geração de arquitetos e participou na fundação da Escola Politécnica de Karlsruhe.
Foi sepultado no Alter Friedhof Karlsruhe.